# Vila Nova FC
Der Vila Nova Futebol Clube, gewöhnlich kurz Vila Nova genannt, ist ein Fußballverein aus Goiânia, der rund 1,2 Millionen Einwohner zählenden Hauptstadt des brasilianischen Bundesstaates Goiás. Mit 15 Staatsmeisterschaften von Goiás zählt der auch Tigrão (portugiesisch: Großer Tiger) genannte Klub, zu den führenden Vereinen des Staates. Der 1943 gegründete Klub war in den 1970er und 1980er Jahren insgesamt sieben Jahre lang national erstklassig und spielte um die brasilianische Fußballmeisterschaft.

## Geschichte
Der Verein wurde 1943 als Vila Nova Futebol Clube gegründet, aber bereits drei Jahre später in Operário und 1949 zu Araguaia umbenannt. 1950 wurde der Verein zum Fênix Futebol Clube, bis er schließlich 1955 wieder zum Namen Vila Nova FC zurückkehrte.
1961 gewann Vila Nova die erste Staatsmeisterschaft von Goiás. Der Vila Nova-Spieler Gibrair wurde dabei mit zehn Treffern Torschützenkönig. 1977 wurde der Verein zum ersten Mal national erstklassig und spielte um die brasilianische Meisterschaft. Auf Anordnung der Militärregierung Brasiliens war das Teilnehmerfeld von 54 Teilnehmern im Vorjahr auf insgesamt 62 Mannschaften angehoben worden, wodurch der Klub einen Startplatz in der Copa Brasil 1977 erhielt. In der Gesamtwertung wurde der Klub dabei 59. unter 62 Teilnehmern.

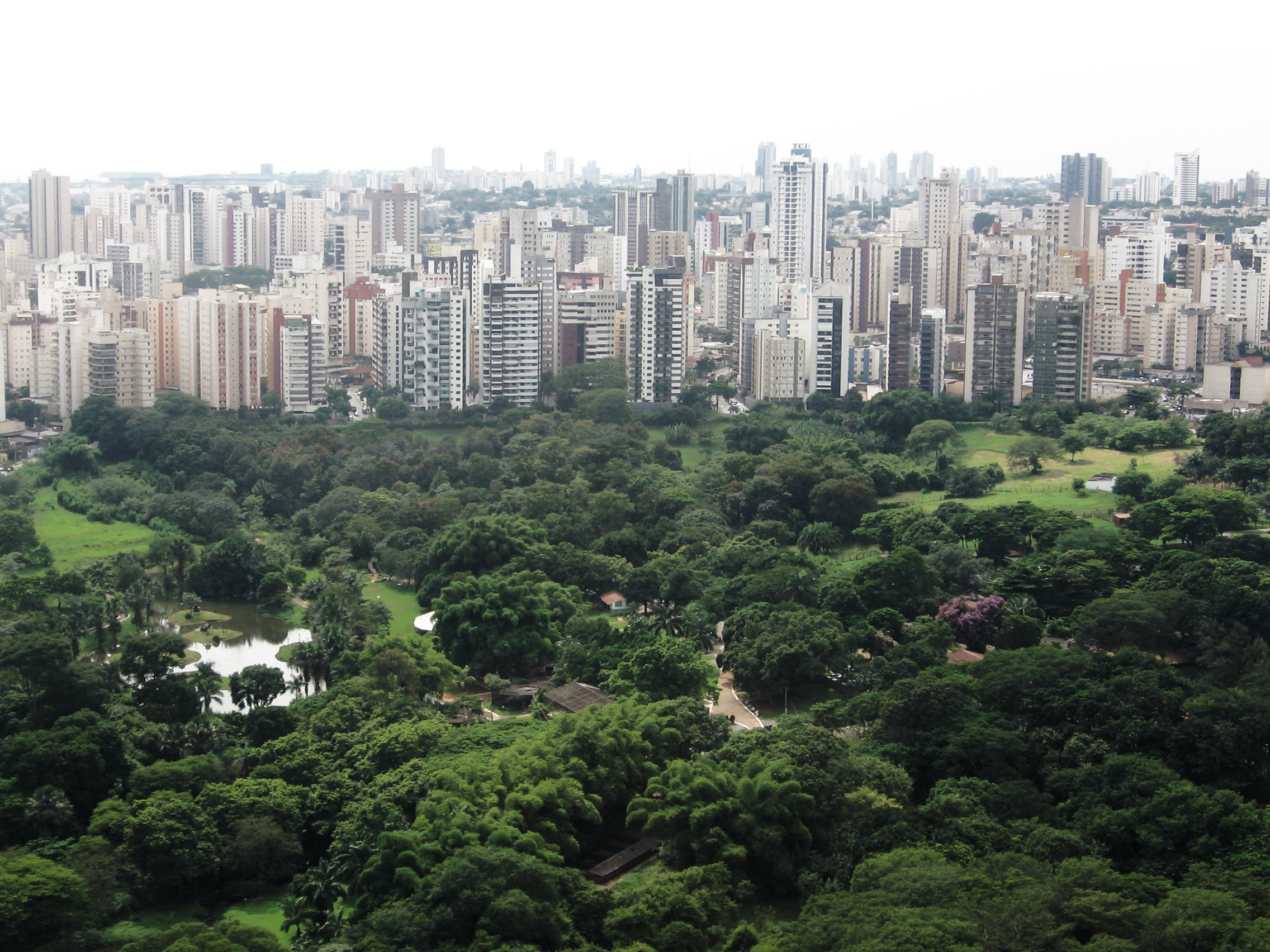
Blick auf Goiânia

In Goiás dominierte der Klub in jener Zeit nachhaltig und gewann die vier Campeonatos Goiános zwischen 1977 und 1980 in Serie. Bis 1985 nahmen die Tiger an weiteren fünf brasilianischen Meisterschaften teil. Der 1979 erreichte Platz 21 unter 94 Teilnehmern war dabei der größte Erfolg.
1996 wurde Vila Nova unbesiegter Meister der dritthöchsten nationalen Spielklasse, der Série C. Im darauffolgenden Jahr wurde der Klub als Drittligaaufsteiger Vierter in der Série B 1997.
1999 meldete der brasilianische Fußball-Verband Vila Nova für die Copa Conmebol, in der der Verein allerdings bereits in der ersten Runde durch CS Alagoano aus Nordostbrasilien ausgeschaltet wurde. In jener Zeit wurde der Verein auf Staatsebene kurzfristig zweitklassig, stieg aber 2000 wieder auf und gewann in der Folge die Staatsmeisterschaften von 2001 und 2005.
2013 gelang der Mannschaft der Aufstieg in die Série B (2. Liga Brasiliens) jedoch stieg man im nächsten Jahr wieder ab. Als Drittligameister 2015 hat man den erneuten Aufstieg in die Serie B begehen können. In der Série B 2019 musste der Klub wieder in die Série C absteigen, schaffte aber hier als Meister 2020 den direkten Wiederaufstieg und spielt seitdem in der Série B.

## Stadion

### Estádio Onésio Brasileiro Alvarenga
Das Heimstadion von Vila Nova ist das Estádio Onésio Brasileiro Alvarenga, das in der Regel nur kurz OBA genannt wird. Das Vielzweckstadion in der Stadtmitte hat eine Kapazität für 8.000 Zuschauer.  Es ist nach Onésio Brasileiro Alvarenga benannt, einem früheren Spieler und Funktionär, der wesentlich zur Professionalisierung des Klubs beigetragen hatte.

### Estádio Serra Dourada
Das Estádio Serra Dourada, offiziell Estádio do Governo do Estado de Goiás, ist das größte Stadion von Goiás und gehört der Staatsregierung. Es wurde bis 1975 nach einem Plan des später mit dem Pritzker-Preis ausgezeichneten Architekten Paulo Mendes da Rocha erbaut. Ursprünglich fasste das Stadion rund 80.000 Zuschauer, doch Modernisierungen, erhöhter Komfort und mehr Sicherheit haben die gegenwärtige Kapazität auf 50.000 schrumpfen lassen.
Vila Nova nutzt das Serra Dourada („Goldene Berge“) immer dann, wenn der zu erwartende Zuschauerzuspruch dies rechtfertigt. Auch die Ortskonkurrenten Goiás EC und Atlético Goianiense nutzen das Stadion.
Das Stadion stand in der Vorauswahl für die Fußball-Weltmeisterschaft 2014, wurde aber als Austragungsort abgelehnt.

## Zuschauerstatistiken

### Zuschauerdurchschnitt und Eintrittspreise
Jahr, Ligazugehörigkeit, Zuschauerdurchschnitt, durchschnittlicher Eintrittspreis:
- 2006: Série B - 05.543 - BRL 06,50
- 2007: Série C - 13.309 - BRL 06,80
- 2008: Série B - 12.404 - BRL 10,75
- 2012 Série C
- 2013 Série C
- 2014 Série B
- 2015 Série C

2006–2008 betrug der Umrechnungskurs ca. BRL 1,00 = EUR 0,33.

### Zuschauerrekorde
1. 64.614, 29.07.1979 - Vila Nova - Goiás EC 1:2
2. 58.953, ??.??.1977 - Vila Nova - Goiás EC ¹
3. 58.843, ??.??.1982 - Vila Nova - Goiás EC ¹
4. 56.854, ??.??.1976 - Vila Nova - Atlético Goiâniense ¹
5. 47.712, 28.03.1999 - Vila Nova - Goiás EC 5:3
6. 45.351, 03.06.2001 - Vila Nova - Goiás EC 3:1
7. 45.317, 17.04.2005 - Vila Nova - Goiás EC 0:0
8. 44.707, 09.04.1989 - Vila Nova - Goiás EC 0:2
9. 44.452, 16.10.1977 - Vila Nova - Botafogo FR 0:0
10. 41.615, 19.07.1979 - Vila Nova - CR Flamengo  0:2
11. 41.003, 12.12.1982 - Vila Nova - Goiás EC 1:1

- Alle Spiele fanden im Estádio Serra Dourada statt.
- ¹) Der Website des Stadions entnommen, keine näheren Angaben zu den Spielen.

## Trainerhistorie (Auswahl)
- Januar 2013 bis Juni 2013: Darío Pereyra
- Juni 2016 bis November 2016: Guilherme Alves[5]
- März 2021 bis Juni 2021: Wagner Lopes

## Erfolge
Männer:
- Meister der brasilianischen Série C: 2015, 2020
- Staatsmeisterschaft von Goiás (16×): 1961, 1962, 1963, 1969, 1973, 1977, 1978, 1979, 1980, 1982, 1984, 1993, 1995, 2001, 2005, 2025

Frauen:
- Staatsmeisterschaft von Goiás: 2021, 2024